# Antichrist Superstar
Antichrist Superstar ist das zweite, 1996 erschienene Studioalbum der Musikgruppe Marilyn Manson. Es wurde von dem Skinny-Puppy-Produzenten David „Rave“ Ogilvie, dem NIN-Frontmann Trent Reznor und Brian Hugh Warner (Marilyn Manson), dem Sänger der Gruppe, produziert.
Scott Putesky, bekannt als Daisy Berkowitz und Gründungsmitglied der Band, verließ Marilyn Manson kurz vor der Veröffentlichung von Antichrist Superstar aufgrund von persönlichen und musikalischen Differenzen mit Warner und dem Produzenten Trent Reznor. Somit gelangten Songs wie Suicide Snowman, Thrift, Dune Buggy und Thingmaker nicht auf das Album und weitere Ideen wurden abgelehnt. Zudem wurde die Gitarre bei The Beautiful People von Twiggy Ramirez eingespielt, während Daisy Berkowitz nicht einmal befragt wurde. Allgemein entstand das Album in einer bandintern angespannten Atmosphäre, die einzelnen Bandmitglieder befanden sich in einer unkreativen Phase, zwischen den unproduktiven Bandmitgliedern verfestigte sich eine gestörte Kommunikation, verursacht durch den exzessiven Drogenkonsum der Rockmusiker. Lediglich Bandchef Marilyn Manson schwebte ein klares Konzept vor, wie er das Album klingen lassen wollte: Mit den Songs wollte er seinen Hass auf und seine Verachtung für die Welt künstlerisch zum Ausdruck bringen. Deshalb verfolgte er das Vorhaben, das Album wie die Beschwörung einer Apokalypse tönen zu lassen. Oftmals konnte er sich jedoch mit seinen Ideen nicht gegen seinen Produzenten und Kreativpartner Trent Reznor durchsetzen. Zu diesem Zeitpunkt war ungewiss, ob das Album Antichrist Superstar überhaupt jemals fertiggestellt und veröffentlicht würde. Das brüchige Bandgefüge drohte auseinanderzufallen. Gleichzeitig lastete auf Produzent Trent Reznor der Erwartungsdruck, einen Nachfolger des Erfolgsalbums The Downward Spiral von Nine Inch Nails aufzunehmen, weshalb Reznor nicht seine ungeteilte Aufmerksamkeit dem Projekt Marilyn Manson widmen konnte.
Zu dem Song Man that you fear wurde Bandchef Marilyn Manson inspiriert, als er in seine ehemalige Heimatstadt Canton, Ohio zurückkehrte, um der Hochzeit seines Cousins Chad McCabe beizuwohnen. In diesem Zusammenhang betrat der Rockmusiker zum ersten Mal seit seiner Kindheit wieder eine Kirche. Während der Hochzeitsfeier und Gesprächen mit Verwandten und Bekannten musste Marilyn Manson feststellen, wie sehr er sich von seiner alten Heimat und seiner leiblichen Familie mittlerweile entfremdet hatte, außerdem fühlte er sich dort nicht mehr willkommen. Diese schmerzhafte Erkenntnis, als Kind die Stadt Canton verlassen und nun als erwachsener Mann zurückgekommen zu sein, verarbeitete Manson in dem selbstreferenziellen Song Man that you fear. Zum Songtext von Tourniquet inspirierten ihn persönliche wiederkehrende Albträume.

## Titelliste
Cycle I – The Heirophant
1. Irresponsible Hate Anthem (Manson/Berkowitz/Gacy/Ramirez) – 4:17
2. The Beautiful People (Manson/Ramirez) – 3:38
3. Dried Up, Tied and Dead to the World (Manson/Ramirez) – 4:15
4. Tourniquet (Manson/Berkowitz/Ramirez) – 4:29
Cycle II – Inauguration of the Worm
5. Little Horn (Manson/Ramirez/Reznor) – 2:43
6. Cryptorchid (Manson/Gacy) – 2:44
7. Deformography (Manson/Ramirez/Reznor) – 4:31
8. Wormboy (Manson/Berkowitz/Ramirez) – 3:56
9. Mister Superstar (Manson/Ramirez) – 5:04
10. Angel With the Scabbed Wings (Manson/Ramirez/Gacy) – 3:52
11. Kinderfeld (Manson/Ramirez/Gacy) – 4:51
Cycle III – Disintegrator Rising
12. Antichrist Superstar (Manson/Ramirez/Gacy) – 5:14
13. 1996 (Manson/Ramirez) – 4:01
14. Minute Of Decay (Manson) – 4:44
15. The Reflecting God (Manson/Ramirez/Reznor) – 5:36
16. Man That You Fear (Manson/Ramirez/Gacy/Berkowitz) – 6:10
Track 17–98 sind leere, 4 Sekunden lange Tracks.
99. Untitled – 1:39

## Covergestaltung
Das Cover ist schwarz und zeigt die Abbildung eines untot wirkenden Marilyn Mansons. Das beigelegte Booklet beinhaltet diverse Bilder der Band, eine Darstellung einer Wurm-Engel-Metamorphose, Kabbala-Symbole und die Texte der enthaltenen Musikstücke.

## Belege
1. 1 2  Melanie Aschenbrenner: Rückspiegel: Daisy Berkowitz. Metal Hammer Juni 2011, S. 144.
2. ↑  Marilyn Manson: The Long Hard Road out of Hell. Autobiographie von Rockmusiker Brian Warner alias Marilyn Manson verfasst mit Co-Autor Neil Strauss, aus dem Amerikanischen von Christoph Gurk, Hannibal Verlag, Höfen, 13. überarbeitete und aktualisierte Auflage, 2018. S. 284
3. ↑  Marilyn Manson: The Long Hard Road out of Hell. Autobiographie von Rockmusiker Brian Warner alias Marilyn Manson verfasst mit Co-Autor Neil Strauss, aus dem Amerikanischen von Christoph Gurk, Hannibal Verlag, Höfen, 13. überarbeitete und aktualisierte Auflage, 2018. S. 302
4. ↑  Marilyn Manson: The Long Hard Road out of Hell. Autobiographie von Rockmusiker Brian Warner alias Marilyn Manson verfasst mit Co-Autor Neil Strauss, aus dem Amerikanischen von Christoph Gurk, Hannibal Verlag, Höfen, 13. überarbeitete und aktualisierte Auflage, 2018. 15. Kapitel „Antichrist Superstar“, S. 271 ff.
5. ↑  Marilyn Manson: The Long Hard Road out of Hell. Autobiographie von Rockmusiker Brian Warner alias Marilyn Manson verfasst mit Co-Autor Neil Strauss, aus dem Amerikanischen von Christoph Gurk, Hannibal Verlag, Höfen, 13. überarbeitete und aktualisierte Auflage, 2018. S. 292 f.
6. ↑  Marilyn Manson: The Long Hard Road out of Hell. Autobiographie von Rockmusiker Brian Warner alias Marilyn Manson verfasst mit Co-Autor Neil Strauss, aus dem Amerikanischen von Christoph Gurk, Hannibal Verlag, Höfen, 13. überarbeitete und aktualisierte Auflage, 2018. S. 262–270 + 297